# مسئله شانزدهم هیلبرت
مسئلهٔ شانزدهم هیلبرت توسط داوید هیلبرت در کنگرهٔ بین‌المللی ریاضی‌دانان پاریس در سال ۱۹۰۰ میلادی به‌عنوان یکی از مسائل هیلبرت مطرح شد.